# Гунарош
Гунарош (серб. Гунарош) — село в Сербії, належить до общини Бачка-Топола Північно-Бацького округу в багатоетнічному, автономному краю Воєводина.

## Населення
Населення села становить 1451 особа (2002, перепис), з них:
- мадяри — 1401 — 97,22%;
- серби — 18 — 1,24%;
- югослави — 6 — 0,41%;

Решту жителів  — з різних етносів, зокрема: хорвати, бунєвці, німці і кілька русинів-українців.